# Рехавия (гимназия)
Гимназия «Рехавия» (ивр. גימנסיה רחביה‎), Еврейская гимназия в Иерусалиме (הגמנסיה העברית ירושלים‎) — среднее общеобразовательное учреждение в Иерусалиме (Израиль). Гимназия, основанная в 1909 году, была вторым (после гимназии «Герцлия») учреждением среднего образования в Палестине с преподаванием на иврите.

## История
Еврейская гимназия в Иерусалиме была основана в 1909 году в Бухарском квартале — одном из первых кварталов за стенами Старого города. Гимназия, открытая небольшой группой учителей-энтузиастов, среди которых были будущий второй президент Израиля Ицхак Бен-Цви и его будущая жена Рахель Янаит, стала всего лишь второй современной средней школой в Палестине после гимназии «Герцлия». По словам историка Шломи Розенфельда, открытие в Иерусалиме школы, где велось преподавание на иврите и совместно обучались мальчики и девочки, стало шоком для «старого ишува» — еврейской религиозной общины Иерусалима.
В 1928 году гимназия была переведена в новое здание, построенное на улице Керен Каемет ле-Исраэль в Рехавии — новом районе Иерусалима. Она долгое время оставалась одним из наиболее престижных учреждений среднего образования в Палестине, а затем в независимом Израиле, и её ученики представляли семьи многих ведущих политиков страны, проживавших в Рехавии. В число её преподавателей входили писатели Авраам Кабак, Иехуда Амихай и Дан Пагис и художница Ира Ян. В 1980-е годы, в рамках социоэкономической интеграции, состав учащихся стал меняться, в нём появились дети из других районов города, перед поступлением обучавшиеся в менее престижных начальных школах. Этнические и социоэкономические трения нашли в частности выход в скандале 1984 года вокруг высказывания одного из преподавателей, при учениках назвавшего ашкеназскую культуру элитной в противовес культуре восточных евреев. В год столетия гимназии, в 2009 году, в ней занимались около 900 учеников в классах с 7-го по 12-й.

## Выпускники
Среди выпускников гимназии «Рехавия» в разные годы:
- политики и военачальники Эфраим Кацир, Дан Меридор, Руби Ривлин, Нахман Шай[2], Игаль Ядин, Рехаваам Зеэви, Узи Наркис[3], Матан Вильнаи, лидер подпольной организации «ЛЕХИ» Авраам Штерн[2];
- судьи Верховного суда Израиля Элиэзер Ривлин, Мирьям Наор и Элиэзер Голдберг[2];
- писатели А. Б. Иехошуа[2] и Ицхак Шалев[3].

138 выпускников гимназии погибли в войнах, которые Израиль вёл со своими арабскими соседями.